# Marcus Christopher
Marcus Christopher, né le 31 décembre 2002, est un coureur cycliste américain, pratiquant le BMX freestyle.

## Biographie
Marcus Christopher est originaire de Canton dans l'Ohio. Il commence le freestyle à l'âge de neuf ans et attire rapidement l'attention des experts avec des vidéos de ses tricks, qu'il pratique grâce à la rampe BMX derrière la maison de ses parents. À l'âge de 13 ans, il décroche son premier sponsoring et des professionnels comme Nick Bruce, qui a dix ans de plus, viennent s'entraîner avec lui. 
En 2019,il participe pour la première fois aux X Games. Après la pandémie de covid-19, il remporte les championnats des États-Unis de BMX freestyle Park lors de sa première participation en 2022. Aux Championnats du monde de cyclisme urbain 2022, il rate de peu le podium, en prenant la quatrième place.
Début 2023, il termine deuxième de l'épreuve de Coupe du monde à Dariya, devenant ainsi le premier coureur au monde à réaliser un quadruple Downside 360 Whip en compétition. En mai, il remporte la médaille de bronze aux X Games à Chiba. Lors des X Games en Californie, il tombe gravement et, entre autres, se casse la mâchoire. Aux championnats des États-Unis en décembre, il fait son retour en forme et prend la deuxième place. 
En juin 2024, à deux mois des Jeux olympiques de Paris, il termine troisième de la série de qualification olympique, s'assurant ainsi une place de titulaire dans la compétition de BMX freestyle Park.

## Palmarès en BMX freestyle Park

### Coupe du monde
- Coupe du monde de BMX freestyle Park
  - 2022 : 3e du classement général
  - 2023 : 4e du classement général

### Championnats des États-Unis
- 2022
  -  Champion des États-Unis de BMX freestyle Park